# Liste der Kulturdenkmale in Groß Offenseth-Aspern
In der Liste der Kulturdenkmale in Groß Offenseth-Aspern sind alle Kulturdenkmale der schleswig-holsteinischen Gemeinde Groß Offenseth-Aspern (Kreis Pinneberg) und ihrer Ortsteile aufgelistet (Stand: 10. März 2025).

## Legende
In den Spalten befinden sich folgende Informationen:
- Objekt-ID: die Nummer des Kulturdenkmales
- Lage: die Adresse des Kulturdenkmales und die geographischen Koordinaten. Kartenansicht, um Koordinaten zu setzen. In der Kartenansicht sind Kulturdenkmale ohne Koordinaten mit einem roten Marker dargestellt und können in der Karte gesetzt werden. Kulturdenkmale ohne Bild sind mit einem blauen Marker gekennzeichnet, Kulturdenkmale mit Bild mit einem grünen Marker.
- Offizielle Bezeichnung: Bezeichnung des Kulturdenkmales
- Beschreibung: die Beschreibung des Kulturdenkmales
- Bild: ein Bild des Kulturdenkmales

## Bauliche Anlagen
| Objekt-ID     | Lage                                       | Offizielle Bezeichnung | Beschreibung | Bild |
| ------------- | ------------------------------------------ | ---------------------- | --- | ---- |
| 9087 Wikidata | Rosenstraße 2 (53° 48′ 6″ N, 9° 44′ 37″ O) | Bauernhaus             | Alteintragung (Aktualisierung vorgesehen) - Begründung: Alteintragung (Aktualisierung vorgesehen) - Schutzumfang: Alteintragung (Aktualisierung vorgesehen) - Denkmaltyp: Bauliche Anlage | BW   |

## Ehemalige Kulturdenkmale
Bis zum Inkrafttreten der Neufassung des schleswig-holsteinischen Denkmalschutzgesetzes am 30. Januar 2015 waren in der Gemeinde Groß Offenseth-Aspern nachfolgend aufgeführte Objekte als Kulturdenkmale gemäß §1 des alten Denkmalschutzgesetzes (DSchG SH 1996) geschützt:
| Objekt-ID | Lage                                            | Offizielle Bezeichnung       | Beschreibung | Bild            |
| --------- | ----------------------------------------------- | ---------------------------- | ------------ | --------------- |
|           | Hütten 2 (53° 49′ 47″ N, 9° 44′ 22″ O)          | Kate                         |              | Fotos hochladen |
|           | Rosenstraße 3 (53° 49′ 3″ N, 9° 42′ 52″ O)      | Hofanlage                    |              | BW              |
|           | Schieren Eichen 3 (53° 49′ 3″ N, 9° 42′ 52″ O)  | Kate                         |              | Fotos hochladen |
|           | Schieren Eichen 6 (53° 48′ 58″ N, 9° 42′ 47″ O) | Ehemalige Durchfahrtsscheune |              | Fotos hochladen |

## Quelle
- Liste der Kulturdenkmale in Schleswig-Holstein – Kreis Pinneberg (PDF)